# 174
174. је била проста година.

## Догађаји
- Конзули Луције Аурелије Гало и Квинт Волузије Флак Корнелијан. Конзул суфект - Пертинакс.
- Марко Аурелије је победио војску Квада. Током кампање написао је „Размишљања о себи“.
- Пропретор Белгике Дидије Јулијан је победио Хавке који су напали римску територију.
- Почетак делатности проповедника Чанг Јуеа и ширење његовог учења „Таи Пинг Дао“ („Пут ка великој једнакости“).

## Смрти
- Свети Сотер, римски епископ